# Metapocyrtus
Metapocyrtus är ett släkte av skalbaggar. Metapocyrtus ingår i familjen vivlar.

## Dottertaxa tillMetapocyrtus, i alfabetisk ordning[1]
- Metapocyrtus 14-punctatus
- Metapocyrtus abbrevilineatus
- Metapocyrtus acutipennis
- Metapocyrtus acutispinosus
- Metapocyrtus acutituberculatus
- Metapocyrtus adaptatus
- Metapocyrtus adspersus
- Metapocyrtus alabatanus
- Metapocyrtus albodecoratus
- Metapocyrtus annulatus
- Metapocyrtus annuliger
- Metapocyrtus apoensis
- Metapocyrtus arayatensis
- Metapocyrtus asper
- Metapocyrtus atocanus
- Metapocyrtus atratus
- Metapocyrtus aureatus
- Metapocyrtus aureofasciatus
- Metapocyrtus aureomaculatus
- Metapocyrtus aurora
- Metapocyrtus bakeri
- Metapocyrtus bambalio
- Metapocyrtus banahaoensis
- Metapocyrtus banguiensis
- Metapocyrtus batanensis
- Metapocyrtus bifasciatus
- Metapocyrtus bifoveatus
- Metapocyrtus biliranensis
- Metapocyrtus biplagiatus
- Metapocyrtus bispinosus
- Metapocyrtus bituberosus
- Metapocyrtus boholensis
- Metapocyrtus breviarmatus
- Metapocyrtus brevicollis
- Metapocyrtus bucasanus
- Metapocyrtus bukidnonensis
- Metapocyrtus bulusanus
- Metapocyrtus butuanensis
- Metapocyrtus caeruleomaculatus
- Metapocyrtus caeruleonotatus
- Metapocyrtus caesiomaculatus
- Metapocyrtus calavitensis
- Metapocyrtus calivolens
- Metapocyrtus camarinensis
- Metapocyrtus carinatus
- Metapocyrtus catarmanensis
- Metapocyrtus cebu
- Metapocyrtus celestinoi
- Metapocyrtus chamissoi
- Metapocyrtus chevrolati
- Metapocyrtus chlamydatus
- Metapocyrtus chloromaculatus
- Metapocyrtus chrysogrammus
- Metapocyrtus clemensi
- Metapocyrtus comes
- Metapocyrtus concinnus
- Metapocyrtus confusus
- Metapocyrtus congestus
- Metapocyrtus conicus
- Metapocyrtus consobrinus
- Metapocyrtus corpulentus
- Metapocyrtus crassispinosus
- Metapocyrtus cuneiformis
- Metapocyrtus currani
- Metapocyrtus cylas
- Metapocyrtus daconus
- Metapocyrtus davanganus
- Metapocyrtus davaoensis
- Metapocyrtus derasocobaltinus
- Metapocyrtus derasus
- Metapocyrtus difficilis
- Metapocyrtus diffusisquamosus
- Metapocyrtus diffusus
- Metapocyrtus discomaculatus
- Metapocyrtus diversicornis
- Metapocyrtus divisus
- Metapocyrtus dolosus
- Metapocyrtus dubiosus
- Metapocyrtus duyagi
- Metapocyrtus efflorescens
- Metapocyrtus elegans
- Metapocyrtus elicanoi
- Metapocyrtus elongatus
- Metapocyrtus emarginaticollis
- Metapocyrtus erichsoni
- Metapocyrtus falsoquadrulifer
- Metapocyrtus falsosquadrulifer
- Metapocyrtus femoralis
- Metapocyrtus figuratus
- Metapocyrtus fraudator
- Metapocyrtus frosti
- Metapocyrtus furcatus
- Metapocyrtus geniculatus
- Metapocyrtus germari
- Metapocyrtus gibbicollis
- Metapocyrtus gibbirostris
- Metapocyrtus graniferus
- Metapocyrtus gregarius
- Metapocyrtus harpago
- Metapocyrtus helleri
- Metapocyrtus hopei
- Metapocyrtus humeralis
- Metapocyrtus ilocanus
- Metapocyrtus imitatus
- Metapocyrtus immeritus
- Metapocyrtus impius
- Metapocyrtus imuganus
- Metapocyrtus insulanus
- Metapocyrtus insularis
- Metapocyrtus intermittens
- Metapocyrtus interruptolineatus
- Metapocyrtus interruptostriatus
- Metapocyrtus interruptus
- Metapocyrtus iridanus
- Metapocyrtus iridensis
- Metapocyrtus italonus
- Metapocyrtus joloensis
- Metapocyrtus laevicollis
- Metapocyrtus lagunaensis
- Metapocyrtus lanusinus
- Metapocyrtus latinasus
- Metapocyrtus lenis
- Metapocyrtus lepantoensis
- Metapocyrtus leytensis
- Metapocyrtus limayensis
- Metapocyrtus lindabonus
- Metapocyrtus lineaticollis
- Metapocyrtus lixoides
- Metapocyrtus longipenis
- Metapocyrtus longipes
- Metapocyrtus lumutanus
- Metapocyrtus luzonensis
- Metapocyrtus macgregori
- Metapocyrtus macrospinosus
- Metapocyrtus maculatus
- Metapocyrtus magnigibbicollis
- Metapocyrtus malayanus
- Metapocyrtus mandarinus
- Metapocyrtus mangyanus
- Metapocyrtus marginenodosus
- Metapocyrtus melanostolus
- Metapocyrtus metallicus
- Metapocyrtus microspinosus
- Metapocyrtus mimicus
- Metapocyrtus mindanaoensis
- Metapocyrtus mindorensis
- Metapocyrtus miser
- Metapocyrtus monstrosus
- Metapocyrtus monticola
- Metapocyrtus moorei
- Metapocyrtus multimaculatus
- Metapocyrtus multisquamosus
- Metapocyrtus mutabilis
- Metapocyrtus nanus
- Metapocyrtus negrosensis
- Metapocyrtus niger
- Metapocyrtus octomaculatus
- Metapocyrtus opulentus
- Metapocyrtus orbiferoides
- Metapocyrtus ornatus
- Metapocyrtus ostentator
- Metapocyrtus pachyrhynchoides
- Metapocyrtus pachyrrhynchoides
- Metapocyrtus palawanensis
- Metapocyrtus panayensis
- Metapocyrtus paradalis
- Metapocyrtus pardalis
- Metapocyrtus perarmatus
- Metapocyrtus perpulcheroides
- Metapocyrtus phenax
- Metapocyrtus picipennis
- Metapocyrtus picticollis
- Metapocyrtus pictus
- Metapocyrtus pikitensis
- Metapocyrtus pilositibialis
- Metapocyrtus pilosus
- Metapocyrtus planus
- Metapocyrtus polilloensis
- Metapocyrtus politissimus
- Metapocyrtus politus
- Metapocyrtus pretiosus
- Metapocyrtus profanus
- Metapocyrtus propolitus
- Metapocyrtus proteus
- Metapocyrtus pseudoelegans
- Metapocyrtus pseudomandarinus
- Metapocyrtus pseudomonilifer
- Metapocyrtus pseudoviridans
- Metapocyrtus pulverulentus
- Metapocyrtus puncticollis
- Metapocyrtus quadricinctus
- Metapocyrtus quadriplagiatus
- Metapocyrtus quadrulifer
- Metapocyrtus quattuordecimpunctatus
- Metapocyrtus reductus
- Metapocyrtus repandicauda
- Metapocyrtus reyesi
- Metapocyrtus rostrogibbosus
- Metapocyrtus rufescens
- Metapocyrtus ruficollis
- Metapocyrtus ruficrus
- Metapocyrtus rufipes
- Metapocyrtus rufithorax
- Metapocyrtus rufotibialis
- Metapocyrtus rugicollis
- Metapocyrtus sabtangensis
- Metapocyrtus samalensis
- Metapocyrtus samaranus
- Metapocyrtus samarensis
- Metapocyrtus samarincola
- Metapocyrtus scabiosus
- Metapocyrtus schicki
- Metapocyrtus schonherri
- Metapocyrtus schultzeanus
- Metapocyrtus semotus
- Metapocyrtus sexmaculatus
- Metapocyrtus sibayensis
- Metapocyrtus sibuyanensis
- Metapocyrtus similis
- Metapocyrtus simplex
- Metapocyrtus smaragdinus
- Metapocyrtus socius
- Metapocyrtus solarii
- Metapocyrtus sparsus
- Metapocyrtus speciosus
- Metapocyrtus sphaericollis
- Metapocyrtus sphenomorphoides
- Metapocyrtus spinipennis
- Metapocyrtus spinipes
- Metapocyrtus striatus
- Metapocyrtus strictus
- Metapocyrtus suavis
- Metapocyrtus subdiffusus
- Metapocyrtus subdolosus
- Metapocyrtus subfasciatus
- Metapocyrtus subgregarius
- Metapocyrtus subspinipes
- Metapocyrtus subvirgatus
- Metapocyrtus sumptuosus
- Metapocyrtus tapulaonus
- Metapocyrtus tawiensis
- Metapocyrtus tenuipes
- Metapocyrtus ticaoensis
- Metapocyrtus transversarius
- Metapocyrtus triangularis
- Metapocyrtus trifasciatus
- Metapocyrtus trilineatus
- Metapocyrtus trispilotus
- Metapocyrtus tristis
- Metapocyrtus tumidosus
- Metapocyrtus tumoridorsum
- Metapocyrtus turgidofemoralis
- Metapocyrtus univerrucosus
- Metapocyrtus waltoni
- Metapocyrtus variabilis
- Metapocyrtus vestitus
- Metapocyrtus whiteheadi
- Metapocyrtus vigintimaculatus
- Metapocyrtus violaceus
- Metapocyrtus virens
- Metapocyrtus virgatus
- Metapocyrtus viridans
- Metapocyrtus viridulus
- Metapocyrtus visayensis
- Metapocyrtus worcesteri
- Metapocyrtus zambalensis